# DR 135 002 … 059
Die Triebwagen DR 135 002 … 059 sind eine in den 1930er Jahren entwickelte Triebwagen-Baureihe der Deutschen Reichsbahn für den Personenverkehr auf Nebenbahnen. Sie gehen in der Ausführung auf den DR 720 bis 722 zurück und gehörten zur ersten größeren Serie zweiachsiger Triebwagen, gefertigt bei Busch Bautzen. Zur Unterscheidung anderer Triebwagen dieser Ära erhielten sie Gattungsbezeichnungen CvT-32b, CvT-34b und CvT-34c. Ein Triebwagen der Serie ist erhalten geblieben und befindet sich als Exponat in dem Traditionsbahnbetriebswerk Staßfurt.

## Geschichte
Nach dem Bau von einigen Triebwagen in zahlenmäßig geringer Stückzahl startete mit diesen Fahrzeugen der Bau von Fahrzeugen nach dem Schema des ein Jahr früher entstandenen DR 720 bis 722. In drei Serien (135 002–011, 135 022–031 und 135 051–059) lieferte die Waggonfabrik Bautzen zwischen 1933 und 1935 insgesamt 29 zweiachsige Triebwagen. Außerdem wurden 62 Beiwagen von anderen Firmen hergestellt, ebenfalls in drei Serien (140 032–047, 097–122 sowie 230–249). Unterschiede bei den Triebwagen gab es beim Rahmen, Aufbau und bei der Motorisierung. Waren die ersten Fahrzeuge der ersten Serie (135 002–011) noch vollständig genietet, wurde ab der zweiten Serie (135 022–031) auch schon die Schweißtechnik eingesetzt. Die dritte Serie (135 051–059) war dann komplett geschweißt. In der ersten Serie wurden Daimler-Motoren mit 120 PS verwendet. Sie wurden später durch stärkere Motoren mit 135 PS ersetzt, die dann auch in den späteren Serien Verwendung fanden. Durch die stärkeren Motoren und Verbesserungen am Getriebe und Ersatz der Klotzbremsen durch Trommelbremsen, sowie doppelte Radsatzfederung, konnte bei den Fahrzeugen der dritten Serie die Geschwindigkeit auf 75 km/h gesteigert werden.
Die Triebwagen waren überwiegend in Sachsen und Bayern eingesetzt. Mit Kriegsbeginn wurden die Fahrzeuge zunächst stillgelegt und betriebsfähig abgestellt. Später wurden sie zum Kriegsverkehr bei der Wehrmacht herangezogen. In den 1940er Jahren erhielten einige Triebwagen Gasgenerator-Antrieb, dies wurde nach dem Krieg wieder rückgängig gemacht.
Elf Triebwagen sind als Kriegsverlust anzusehen. Nach dem Krieg gelangten 16 Fahrzeuge zur Deutschen Bundesbahn (DB) und wurden dort als VT 75 900–915 eingestuft. Diese Fahrzeuge wurden bis 1962 ausgemustert. Zwei Fahrzeuge (135 006 sowie 054) gelangten in den Bestand der DR, wobei nur der VT 135 054 zum Einsatz kam. Er wurde zu einem Salonfahrzeug umgebaut. 1970 war er noch erhalten und bekam die Nummer 186 257. Erst 1997 wurde er ausgemustert. Er gehört heute zum Museumsbestand und ist im Bw Staßfurt erhalten.
Eine Sonderform war der 135 060, der mit zu dieser Serie gehörte. Es gab aber einige Konstruktionsunterschiede, daher wird dieser gesondert beschrieben.

## Konstruktive Merkmale

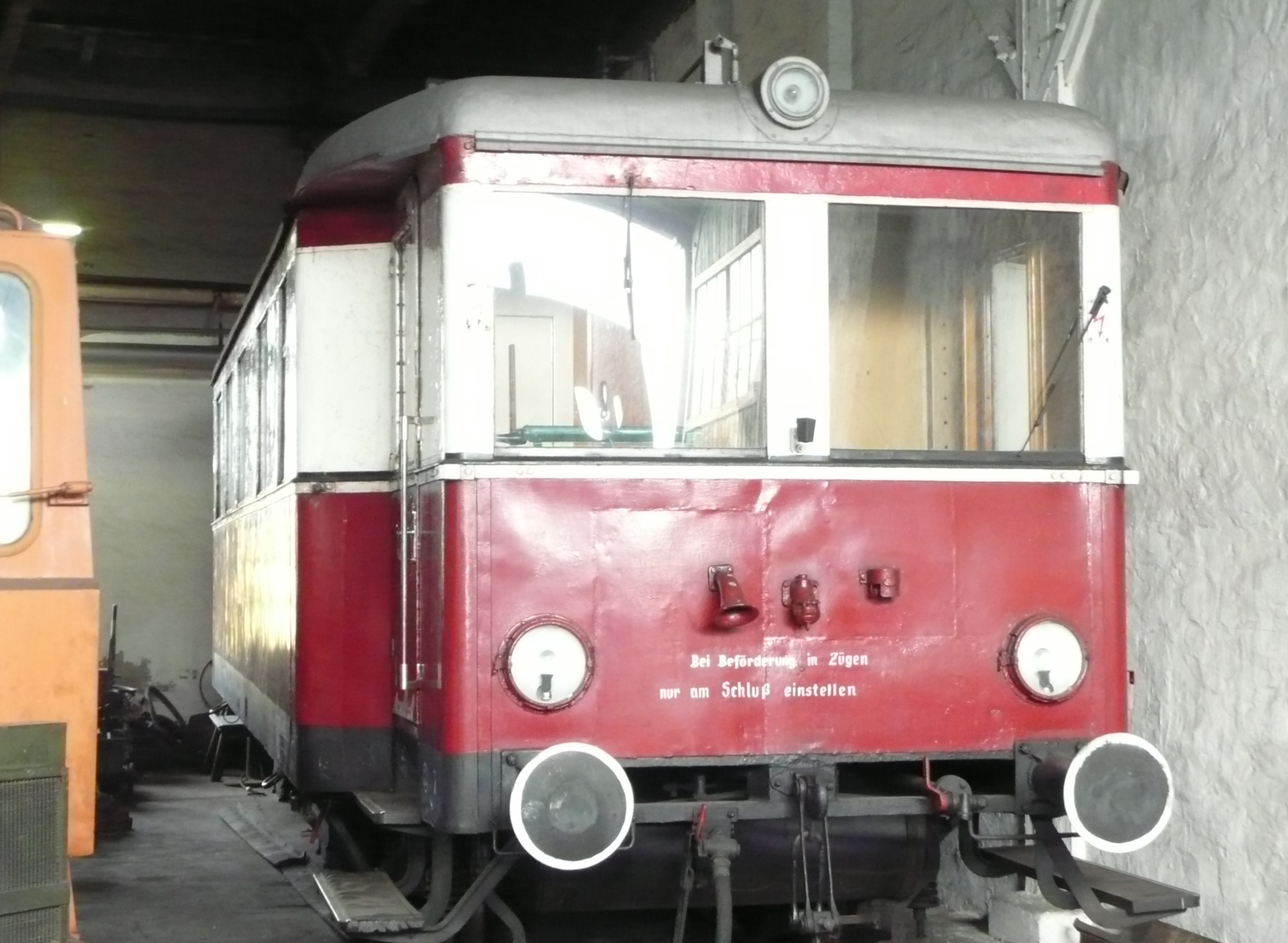
Museumstriebwagen VT 135 054

Der Daimler-Motor OM 54 war mit dem Getriebe an einem als Schwanenhalsträger ausgebildeten Motortragrahmen unter dem Rahmen aufgehängt. Er ragte teilweise in den Fahrgastraum herein und war mit einer klappbaren Sitzbank abgedeckt. Der etwa 1000 Kilogramm schwere Motor arbeitete nach dem Vorkammerverfahren. Kurbelwelle und Kurbeltrieb waren gleitgelagert. Die Zylinderlaufbahnen wurden mit Spritzöl, die Pleuellager auf der Kurbelwelle mit Drucköl geschmiert. Die Kraftübertragung erfolgte mechanisch auf eine Achse. Es wurde ein Lamellen-Getriebe mit vier Gängen nach der Bauart TAG verwendet, zusätzlich war ein Wendegetriebe integriert.
Der eckige Wagenkasten hatte zurückgesetzte Einstiegsbereiche an den Enden. Es waren Drehtüren eingebaut, die zum Wagenkasten hin angeschlagen waren. Die Triebwagen hatten jeweils fünf rechteckige Seiten- und zwei Stirnfenster. Teilweise verfügten die Wagen über eine Toilette und einen Gepäckraum. Bis auf wenige Maße stimmte die Bauform mit der der DR 720 bis 722 überein. Auffälliges äußeres Unterscheidungsmerkmal waren die beiden quergestellten Kühler auf dem Wagendach.
Zunächst wurden die Triebwagen mit der Abgaswärme beheizt, später wurde die Heizung auf eine Kühlwasser-Umluftheizung umgebaut. Auch eine Führerstandsheizung wurde nachgerüstet.
Die Beiwagen hatten zunächst nur ein 3.-Klasse-Abteil. Aber schon 1935/36 erhielten die meisten Beiwagen eine Toilette. Gleichzeitig wurde in 16 Beiwagen auch ein Postraum eingebaut, in sechs Beiwagen ein 2.-Klasse-Abteil mit sechs oder acht Sitzplätzen. 18 Beiwagen kamen zur DB, 13 Beiwagen zu der DR.